# ミリ姫大戦
『ミリ姫大戦 -Militärische Mädchen-』(ミリひめたいせん)は、ヘッドロックが開発し、2015年2月24日 - 2016年3月22日までYahoo!モバゲーで提供されていたブラウザゲームである。
2019年3月27日 - 2019年12月18日まで提供されていたリニューアル版『ミリ姫大戦〜RELOAD〜』についても本項で扱う。

## 略歴
2015年2月24日より正式サービスを開始、同年5月に登録ユーザー数10万人を達成した。
2016年1月19日に3月をもってサービスを休止することが発表され、3月22日に全てのサービスが休止した。
2017年1月13日、『ミリ姫大戦〜RELOAD〜』のタイトルでサービスを再開することを発表。当初サービス再開は2017年2月上旬を予定されていたが、開発の遅延などから2017年内に変更された。しかし開発の難航が続いたため開発会社を変更し、11月14日に再び延期が発表された。サービス再開は2018年春を予定していたが、2018年6月29日に3度目の延期が発表された。それに伴いサービス再開も2018年内に延期された。12月7日、度重なる開発の難航から2018年内の再開も難しいと判断した運営により、再度時期の延期が発表された。約3年にわたる調整の末、2019年3月27日よりサービスが再開された。
なお『RELOAD』についても2019年12月18日をもってサービス終了し、本作は2度目の終了となった。

## ゲーム概要
欧州大戦終結後、各国の対立により再び戦火に見舞われようとしていた欧州に、突如として謎の存在・バタリオンが出現した。プレイヤーは司令官となり、特別な能力を持つ少女・ミリ姫を指揮し、バタリオンから人類の世界を取り戻すため戦っていく。
様々な兵科に分かれたミリ姫とバタリオンとの戦闘は自動で行われる。戦闘自体は偵察から始まり、陣形選択、砲撃戦、掃討戦で終了となる。また、それ以外にも航空系ミリ姫などが仲間に組み込まれていると航空戦が、自走砲系ミリ姫などが仲間に組み込まれていると制圧射撃・援護射撃が、指揮車ミリ姫などが仲間に組み込まれていると追撃戦ができるなど、仲間の編成によって戦闘が変化する。また、ゲーム内で戦闘が行われるステージは、第二次世界大戦での戦闘や作戦がモチーフになっている。

## キャラクター

### ミリ姫
ミリ姫大戦の中心となるキャラクターたち。兵器・武器を武装し、バタリオンから人類を救うために戦う存在である。強化、昇格を繰り返すことで強く育てることが可能であり、2015年9月29日からさらに上位の強化方法である恋覚醒が一部ミリ姫に実装された。
ミリ姫たちは第二次世界大戦で活躍した軍人をモチーフにしている。
以下の一覧はミリ姫大戦ゲーム内の図鑑及びクレジットに準拠している。ただし、実際には突撃砲、駆逐戦車は「突+駆」として、対空車両、自走榴弾砲、牽引砲、対戦車自走砲、自走ロケット砲は「自走」として、歩兵、機械化歩兵は「歩兵」として括られる。
| 兵科         | 名前               | 国籍           | 使用兵器等                     | 声優         | イラストレーター        | 備考 |
| ------------ | ------------------ | -------------- | ------------------------------ | ------------ | ----------------------- | --- |
| 軽戦車       | サモヒン           | ソヴィエト連邦 | BT-7                           | 日岡なつみ   | 真時未砂                | ゲームスタート時に選択できるミリ姫の一人 昇格でT-34/85へ変更となり、兵科は中戦車へ移行                                      |
| 軽戦車       | ナイディン         | ソヴィエト連邦 | BT-7                           | 上坂すみれ   | 真時未砂                | ゲームスタート時に選択できるミリ姫の一人 昇格でT-34/85へ変更となり、兵科は中戦車へ移行                                      |
| 軽戦車       | ブロニコフスキー   | ドイツ         | 38(t)E型                       | 世戸さおり   | 七六                    | ゲームスタート時に選択できるミリ姫の一人 昇格でIV号戦車H型へ変更となり、兵科は中戦車へ移行                                  |
| 軽戦車       | オルリック         | ポーランド     | TKS                            | 谷口夢奈     | 山鳥おふう              | ゲームスタート時に選択できるミリ姫の一人                                                                                    |
| 軽戦車       | クレーベルク       | ポーランド     | 7TP                            | 疋田涼子     | 山鳥おふう              | ゲームスタート時に選択できるミリ姫の一人 恋覚醒でM40 155mm自走加農砲へ変更となり、兵科は自走榴弾砲へ移行                    |
| 軽戦車       | ドゥミトレスク     | ルーマニア     | R-2                            | 田澤茉純     | そらモチ                | |
| 軽戦車       | ジロー             | フランス       | AMC-34                         | 末柄里恵     | 只野まぐ                | |
| 中戦車       | エイブラムス       | アメリカ       | M4A3シャーマン                 | 行成とあ     | やすゆき                | |
| 中戦車       | パットン           | アメリカ       | M4A1シャーマン (第3軍)         | 森谷里美     | イシガー                | |
| 中戦車       | プール             | アメリカ       | M4A1シャーマン (76mm)          | Lynn         | やすゆき                | |
| 中戦車       | オコーナー         | イギリス       | マチルダII歩兵戦車             | 久保田ひかり | 藤井理乃                | |
| 中戦車       | ケイ               | イギリス       | シャーマン ファイアフライ      | 松田颯水     | 藤井理乃                | |
| 中戦車       | ニコルス           | イギリス       | クルセーダー巡航戦車マークVI   | 小松真奈     | 山口恭史                | 昇格でクロムウェル巡航戦車マークVIIIへ変更                                                                                  |
| 中戦車       | プロー             | イギリス       | クルセーダー巡航戦車マークVI   | 一杉佳澄     | 山口恭史                | |
| 中戦車       | ホロックス         | イギリス       | マチルダII歩兵戦車             | 世戸さおり   | 藤井理乃                | 昇格でファイアフライへ変更                                                                                                  |
| 中戦車       | ヴァンデリュア     | イギリス       | クロムウェル巡航戦車マークVIII | Lynn         | 山口恭史                | |
| 中戦車       | パスクッチ         | イタリア       | M13/40                         | Lynn         | 山鳥おふう              | 恋覚醒でP26/40へ変更となり、兵科は重戦車へ移行                                                                              |
| 中戦車       | ブルーノ           | イタリア       | M13/40                         | 深田愛衣     | 山鳥おふう              | 恋覚醒でP26/40へ変更となり、兵科は重戦車へ移行                                                                              |
| 中戦車       | ウォルターズ       | カナダ         | シャーマン ファイアフライ      | 谷口夢奈     | 藤井理乃                | |
| 中戦車       | オスキン           | ソヴィエト連邦 | T-34/85                        | 上坂すみれ   | 真時未砂                | |
| 中戦車       | カツコフ           | ソヴィエト連邦 | T-34/76                        | 上坂すみれ   | 真時未砂                | |
| 中戦車       | ファディン         | ソヴィエト連邦 | T-34/76                        | 小松真奈     | 真時未砂                | |
| 中戦車       | ラヴリネンコ       | ソヴィエト連邦 | T-34/76                        | 洲崎綾       | 真時未砂                | 恋覚醒でSU-100へ変更となり、兵科は駆逐戦車へ移行                                                                            |
| 中戦車       | ヴァール           | ドイツ         | III号戦車G型                   | 一杉佳澄     | 夢里まくら              | 恋覚醒でIX号戦車へ変更となり、兵科は重戦車へ移行                                                                            |
| 中戦車       | シュトリッペル     | ドイツ         | IV号戦車H型                    | 佐藤聡美     | 山口恭史                | 昇格でV号戦車パンターD型へ変更                                                                                              |
| 中戦車       | バイエルライン     | ドイツ         | IV号戦車D型                    | 洲崎綾       | 山口恭史                | 昇格でVI号戦車ティーガーII B型へ変更となり、兵科は重戦車へ移行                                                              |
| 中戦車       | ビックス           | ドイツ         | III号戦車J型                   | 洲崎綾       | 長月みそか              | 昇格でヤークトパンターへ変更となり、兵科は駆逐戦車へ移行                                                                    |
| 中戦車       | フィシャー         | ドイツ         | III号戦車G型                   | 小松真奈     | 山口恭史                | 昇格でV号戦車パンターG型へ変更                                                                                              |
| 中戦車       | ブンツェル         | ドイツ         | III号戦車G型                   | 石毛佐和     | 長月みそか              | 昇格でV号戦車パンターG型へ変更                                                                                              |
| 中戦車       | ベーケ             | ドイツ         | V号戦車パンターG型             | 相内沙英     | やすゆき                | |
| 中戦車       | ベルター           | ドイツ         | IV号戦車D型                    | 佐藤聡美     | 山口恭史                | 昇格でVI号戦車ティーガーへ変更となり、兵科は重戦車へ移行                                                                    |
| 中戦車       | ラングカイト       | ドイツ         | IV号戦車H型                    | 松田颯水     | やすゆき                | |
| 中戦車       | ローゼン           | ドイツ         | III号戦車J型                   | 佐藤聡美     | 長月みそか              | 昇格でVI号戦車ティーガーへ変更となり、兵科は重戦車へ移行                                                                    |
| 中戦車       | コッセル           | ドイツ         | III号戦車G型                   | 日岡なつみ   | イシガー                | |
| 中戦車       | タールツァイ       | ハンガリー     | 41M トゥランII                 | 中上育実     | Kuro                    | 昇格でVI号戦車ティーガーへ変更となり、兵科は重戦車へ移行                                                                    |
| 中戦車       | マヨル             | ハンガリー     | 41M トゥランII                 | 一杉佳澄     | くりひと                | 恋覚醒で40/43M ズリーニィⅡへ変更となり、兵科は突撃砲へ移行                                                                  |
| 中戦車       | ルクレール         | フランス       | M4A1シャーマン                 | 柚木涼香     | 山口恭史                | |
| 中戦車       | シュトラハヴィッツ | ドイツ         | III号指揮戦車J型               | 園崎未恵     | Pantsa                  | 昇格でVI号戦車ティーガー （指揮）へ変更となり、兵科は重戦車へ移行                                                           |
| 中戦車       | パウルス           | ドイツ         | III号戦車G型                   | 深田愛衣     | ヤツ                    | |
| 中戦車       | グロウ             | アメリカ       | M4A1シャーマン (76mm)          | 原優子       | はねこと                | |
| 中戦車       | オーキンレック     | イギリス       | バレンタイン歩兵戦車マークI-XI | 東城日沙子   | 墨洲                    | |
| 中戦車       | ラウヒェルト       | ドイツ         | V号戦車パンターG型             | 河瀬茉希     | フジタ                  | |
| 中戦車       | マシュ             | フランス       | M4A1シャーマン                 | 東城日沙子   | 鉄豚                    | |
| 中戦車       | サムセンコ         | ソヴィエト連邦 | T-34/85                        | 太田五葵     | イトハナ                | 元となった軍人も女性 |
| 中戦車       | コーネフ           | ソヴィエト連邦 | T-34/76                        | 原優子       | Izumi                   | |
| 中戦車       | ウェーヴェル       | イギリス       | 巡航戦車マークIII (A13)        | 藤田茜       | あやめ                  | |
| 中戦車       | ホッジス           | アメリカ       | M4A3シャーマン                 | 浅倉杏美     | ほっぺげ                | |
| 中戦車       | フリーデンダール   | アメリカ       | M3中戦車                       | 浅倉杏美     | わた・るぅー＆Emanon123 | |
| 中戦車       | キュリー           | カナダ         | シャーマン ファイアフライ      | 牧野由依     | zeco                    | |
| 中戦車       | ネーリング         | ドイツ         | III号潜水戦車                  | 福原綾香     | Kyou                    | |
| 中戦車       | グラツィアーニ     | イタリア       | M13/40                         | 福原綾香     | フライ                  | |
| 中戦車       | バルクマン         | ドイツ         | V号戦車パンターD型             | 沢城みゆき   | U35                     | 昇格でV号戦車パンターA型へ変更 恋覚醒でV号戦車パンターG型へ変更                                                             |
| 中戦車       | ロトミストロフ     | ソヴィエト連邦 | T-44/85                        | Lynn         | 此処シグマ              | |
| 中戦車       | ラウス             | ドイツ         | IV号戦車G型                    | 太田五葵     | Fujy                    | |
| 中戦車       | マントイフェル     | ドイツ         | パンター指揮戦車A型            | 藤田咲       | 青いツナミ              | |
| 重戦車       | コロバノフ         | ソヴィエト連邦 | KV-1                           | 相内紗英     | 真時未砂                | |
| 重戦車       | ブルダ             | ソヴィエト連邦 | KV-2                           | 一杉佳澄     | 真時未砂                | 恋覚醒でJS-1へ変更 |
| 重戦車       | カリウス           | ドイツ         | VI号戦車ティーガー             | 中上育実     | 重戦車工房              | 昇格でヤークトティーガーへ変更となり、兵科は駆逐戦車へ移行 恋覚醒でマウスへ変更となり、兵科は重戦車へ移行                   |
| 重戦車       | クニスペル         | ドイツ         | VI号戦車ティーガー             | 中上育実     | COMTA                   | 昇格でVI号戦車ティーガーII(P) B型へ変更 恋覚醒でマウスへ変更                                                                |
| 重戦車       | ケルシャー         | ドイツ         | VI号戦車ティーガー             | 中上育実     | 重戦車工房              | 恋覚醒でVI号戦車ティーガーII B型へ変更                                                                                      |
| 重戦車       | ビヨット           | フランス       | シャール B1bis                 | 行成とあ     | F.S                     | 昇格で3インチM10 GMCへ変更となり、兵科は駆逐戦車へ移行                                                                      |
| 重戦車       | フーデル           | ドイツ         | VI号戦車ティーガーII B型       | 河瀬茉希     | meth                    | |
| 重戦車       | クラヴチェンコ     | ソヴィエト連邦 | KV-85                          | Lynn         | 只野まぐ                | |
| 重戦車       | イェーデ           | ドイツ         | VI号戦車ティーガー             | 又吉愛       | 只野まぐ                | |
| 重戦車       | マリノフスキー     | ソヴィエト連邦 | JS-2                           | 野口瑠璃子   | 青いツナミ              | |
| 重戦車       | ケーニッヒ         | ドイツ         | シュトルムティーガー           | 疋田涼子     | 只野まぐ                | |
| 突撃砲       | ドイチェ           | ドイツ         | III号突撃砲G型                 | 石毛佐和     | 久坂宗次                | |
| 突撃砲       | ナウマン           | ドイツ         | III号突撃砲G型                 | 石毛佐和     | 久坂宗次                | 恋覚醒でブルムベアへ変更 |
| 突撃砲       | プリモツィク       | ドイツ         | III号突撃砲G型                 | 石毛佐和     | 久坂宗次                | 恋覚醒でヤークトパンターへ変更となり、兵科は駆逐戦車へ移行                                                                  |
| 突撃砲       | ハロネン           | フィンランド   | III号突撃砲G型                 | 田中真奈美   | 真時未砂                | |
| 突撃砲       | ラガス             | フィンランド   | III号突撃砲G型                 | 日岡なつみ   | 真時未砂                | |
| 突撃砲       | ヴィットマン       | ドイツ         | III号突撃砲A型                 | 豊崎愛生     | 七六                    | 昇格でVI号戦車ティーガーへ変更となり、兵科は重戦車へ移行 恋覚醒でVI号戦車ティーガーII B型へ変更                             |
| 駆逐戦車     | ラングラード       | フランス       | 3インチM10 GMC                 | 久保田ひかり | F.S                     | |
| 対空車両     | ブラッドリー       | アメリカ       | M16対空自走砲                  | 野口瑠璃子   | やすゆき                | |
| 対空車両     | メッセ             | イタリア       | AS42サハリアーナ               | 田澤茉純     | シャインゼロゴ          | |
| 牽引砲       | マシューズ         | カナダ         | QF 25ポンド砲マークIII         | 野口瑠璃子   | かんくろう              | |
| 牽引砲       | バッハ             | ドイツ         | 88mm Flak36                    | 谷口夢奈     | F.S                     | |
| 牽引砲       | ヒューブナー       | ドイツ         | 88mm Flak36                    | 田中真奈美   | F.S                     | |
| 牽引砲       | ハルム             | ドイツ         | 76mm PaK 36(r)                 | 高橋未奈美   | 千翔                    | |
| 牽引砲       | ラーッパナ         | フィンランド   | F-22 76mm野砲                  | 山本彩乃     | wk.                     | |
| 牽引砲       | ウェストモーランド | アメリカ       | M101 105mm榴弾砲               | 洲崎綾       | 陽炎                    | |
| 牽引砲       | バスキーフィールド | イギリス       | オードナンス QF 6ポンド砲      | 嶋村侑       | 冬馬来彩                | |
| 牽引砲       | アーカート         | イギリス       | M116 75mm榴弾砲                | 嶋村侑       | いちぢるし              | |
| 自走榴弾砲   | ティモシェンコ     | ソヴィエト連邦 | SU-122                         | Lynn         | 久坂宗次                | |
| 自走榴弾砲   | ホバート           | イギリス       | チャーチルAVRE マークIV        | 来住沙耶香   | kuro                    | |
| 自走榴弾砲   | ヴァシレフスキー   | ソヴィエト連邦 | JSU-152                        | 野口瑠璃子   | 只野まぐ                | |
| 対戦車自走砲 | エルンスト         | ドイツ         | ナースホルン                   | 菊地美香     | COMTA                   | 昇格でヤークトティーガーへ変更となり、兵科は駆逐戦車へ移行 恋覚醒でE-100へ変更となり、兵科は重戦車へ移行                    |
| 対戦車自走砲 | ナイグル           | ドイツ         | ナースホルン                   | 菊地美香     | COMTA                   | 恋覚醒でヤークトパンターへ変更となり、兵科は駆逐戦車へ移行                                                                  |
| 対戦車自走砲 | マルティン         | ドイツ         | シュトゥーラー・エミール       | 小見川千明   | B-銀河                  | |
| 対戦車自走砲 | コルーネ           | ルーマニア     | TACAM T-60                     | 園崎未恵     | そらモチ                | |
| 対戦車自走砲 | コールケ           | ドイツ         | マルダーII                     | 朋永真季     | MALINO                  | |
| 指揮車       | アイゼンハワー     | アメリカ       | M20装甲車                      | 遠藤綾       | 藤沢孝                  | |
| 指揮車       | モントゴメリー     | イギリス       | AEC装甲指揮車                  | 森谷里美     | 藤沢孝                  | |
| 指揮車       | ジューコフ         | ソヴィエト連邦 | BA-64                          | 行成とあ     | 久坂宗次                | |
| 指揮車       | グデーリアン       | ドイツ         | Sd Kfz 251/6型                 | 下屋則子     | 野上武志                | |
| 指揮車       | マンシュタイン     | ドイツ         | Sd Kfz 251/6型                 | 下屋則子     | 野上武志                | |
| 指揮車       | ロンメル           | ドイツ         | Sd Kfz 250/3型                 | 遠藤綾       | 野上武志                | |
| 指揮車       | ド・ゴール         | フランス       | M8装甲車グレイハウンド         | 柚木涼香     | 山口恭史                | |
| 指揮車       | ヴェンク           | ドイツ         | Sd Kfz 250/3型                 | 小見川千明   | シャインゼロゴ          | |
| 指揮車       | クラーク           | アメリカ       | M8装甲車グレイハウンド         | 柚木涼香     | 結平明日                | |
| 対地攻撃機   | ルッファー         | ドイツ         | Hs129                          | 柚木涼香     | かんくろう              | 恋覚醒でHo229へ変更 |
| 対地攻撃機   | ルーデル           | ドイツ         | Ju87G カノーネンフォーゲル     | 柚木涼香     | かんくろう              | 恋覚醒でHs129B-3へ変更 |
| 航空機       | ガブレスキー       | アメリカ       | P-47D                          | 松田颯水     | かんくろう              | |
| 航空機       | ヴィスコンティ     | イタリア       | MC.205V                        | 小松真奈     | かんくろう              | |
| 航空機       | バーリング         | イギリス       | スピットファイア マークV       | 野口瑠璃子   | かんくろう              | |
| 航空機       | ヘペシュ           | ハンガリー     | Bf109G-6                       | 行成とあ     | かんくろう              | |
| 航空機       | シェルバネスク     | ルーマニア     | Bf109G-2                       | 疋田涼子     | かんくろう              | 恋覚醒でMe410A-2u4へ変更 |
| 航空機       | ハルトマン         | ドイツ         | Bf109G-14                      | 牧野由依     | かんくろう              | |
| 機械化歩兵   | マコーリフ         | アメリカ       | M3ハーフトラック               | 森谷里美     | 山口恭史                | |
| 機械化歩兵   | ギャビン           | アメリカ       | M3ハーフトラック               | 田中真奈美   | 山口恭史                | |
| 機械化歩兵   | シモンズ           | カナダ         | テラピン水陸両用車             | 相内沙英     | かんくろう              | |
| 機械化歩兵   | ルック             | ドイツ         | Sd Kfz 251/1型                 | 世戸さおり   | 七六                    | 昇格でパンツァーヴェルファーへ変更となり、兵科は自走ロケット砲へ移行 恋覚醒でIV号駆逐戦車へ変更となり、兵科は駆逐戦車へ移行 |
| 機械化歩兵   | アンディング       | ドイツ         | Sd Kfz 251/1型                 | 深田愛衣     | ヒライユキオ            | 恋覚醒でSd Kfz 251/22型へ変更となり、兵科は対戦車自走砲へ移行                                                               |
| 機械化歩兵   | フィーツェン       | ドイツ         | Sd Kfz 251/1型C型              | 植田佳奈     | シャインゼロゴ          | |
| 歩兵         | カッツァーゴ       | イタリア       | 騎兵                           | 本名陽子     | Marutol                 | |
| 歩兵         | リベルエーリ       | イタリア       | 山岳歩兵                       | 本名陽子     | Marutol                 | |
| 歩兵         | ザイツェフ         | ソヴィエト連邦 | 狙撃兵                         | 上坂すみれ   | ヒライユキオ            | |
| 歩兵         | ラムケ             | ドイツ         | 降下猟兵                       | 遠藤綾       | ヒライユキオ            | |
| 歩兵         | トルニ             | フィンランド   | 歩兵                           | 深田愛衣     | 山鳥おふう              | |
| 歩兵         | マンネルヘイム     | フィンランド   | 騎兵                           | 世戸さおり   | 山鳥おふう              | 恋覚醒でBA-20へ変更となり、兵科は指揮車へ移行                                                                               |
| 歩兵         | ユーティライネン   | フィンランド   | 歩兵                           | 大橋歩夕     | 山鳥おふう              | |
| 歩兵         | ハユハ             | フィンランド   | 狙撃兵                         | 大橋歩夕     | ヒライユキオ            | |
| 歩兵         | シシュコ           | ポーランド     | 山岳歩兵                       | 久保田ひかり | 山鳥おふう              | |
| 歩兵         | ハールトマン       | フィンランド   | 歩兵                           | 高橋未奈美   | シャインゼロゴ          | |
| 歩兵         | アラーベルガー     | ドイツ         | 狙撃兵                         | 徳丸奈帆     | 徳丸奈帆                | |
| 歩兵         | マインドル         | ドイツ         | 降下猟兵                       | 朋永真季     | ヒライユキオ            | |
| 歩兵         | シェーラー         | ドイツ         | 保安部隊                       | 山本彩乃     | 逆さ                    | |
| 歩兵         | シュトゥデント     | ドイツ         | 降下猟兵                       | 菊地美香     | 茜湯秋色                | |
| 歩兵         | テイラー           | アメリカ       | 空挺兵                         | 沖佳苗       | infinote                | |
| 歩兵         | アールニオ         | フィンランド   | 歩兵                           | 真田アサミ   | 木村樹崇                | |
| 歩兵         | アホ               | フィンランド   | 歩兵                           | 真田アサミ   | bute                    | |
| 歩兵         | ラット             | フィンランド   | 歩兵                           | 藤田茜       | 只野まぐ                | |
| 歩兵         | スヴェンソン       | フィンランド   | 歩兵                           | 末柄里恵     | いろはら                | |
| 歩兵         | タルヴェラ         | フィンランド   | 歩兵                           | 沖佳苗       | kuzumochi               | |
| 歩兵         | ヴォイテク         | ポーランド     | ヒグマ                         | 又吉愛       | yu-ri                   | 元となったのはポーランドの兵隊クマ                                                                                          |
| 未実装       | インファンテス     | スペイン       | 7.5 cm PaK 40                  |              | Karen                   | 未実装。兵科は牽引砲。 |

### バタリオン
人類世界に突如として現れた進化生命体であり、本作の敵である。人類が保有する武器・兵器を複製する高度な学習能力を備えており、複製した兵器を用いて人類へ攻撃を仕掛けてくる。
バタリオンには歩兵や軽戦車、重戦車や自走砲など様々な種類が存在する。また、なかにはカール自走臼砲や15砲塔戦車など強力なものも存在する。

## 関連商品
ミリ姫大戦イラスト集
サービス終了後に発売されたイラスト集。2巻構成であり、1巻目は重装甲編、2巻目は軽装甲編となっている。
- ミリ姫大戦イラスト集1 重装甲編 (イカロス出版、2016年5月2日発売)、ISBN 978-4-8022-0177-3

重戦車、中戦車、駆逐戦車ミリ姫94名を掲載。
- ミリ姫大戦イラスト集2 軽装甲編 (イカロス出版、2016年6月18日発売)、ISBN 978-4-8022-0213-8

軽戦車、突撃砲、対空車両、牽引砲、自走榴弾砲、対戦車自走砲、指揮者、対地攻撃機、航空機、機械化歩兵、歩兵ミリ姫86名を掲載。
また、ゲーム内の敵であるバタリオンイラストや未実装ミリ姫のイラストも掲載された。